# Cavallo Romano della Maremma Laziale
Cavallo Romano della Maremma Laziale, dịch nghĩa: "Ngựa La Mã của một phần của Maremma ở Lazio", là một giống ngựa có nguồn gốc từ vùng Lazio của Ý. Là một giống ngựa cổ xưa, nó đã được chính thức công nhận chỉ trong năm 2010; giống này bây giờ là một trong mười lăm con ngựa bản địa "giống phân bố hạn chế" được liệt kê bởi AIA, hiệp hội các nhà lai tạo của Ý. Vùng Lazio đã đặt cho giống ngựa này ở tình trạng bảo tồn "có nguy cơ xói mòn". Tổng số cá thể ngựa này khoảng 800 con, trong đó phần lớn nằm trong quần đảo Monte Romano ở tỉnh Viterbo; một đàn khoảng 200 con tại Ponzano Romano ở tỉnh Rome, và những con khác ở tỉnh Rieti.

## Lịch sử
Việc đăng ký giống cho Cavallo Romano della Maremma Laziale được thực hiện vào ngày 19 tháng 10 năm 2010, và tiêu chuẩn giống này được xác nhận theo Nghị định 27202 của Bộ trưởng, ngày 1 tháng 12 năm 2010. Thử nghiệm DNA đã chỉ ra rằng giống ngựa truyền thống của vùng Maremma của Lazio không chỉ khác biệt về mặt thể chất mà còn có thể phân biệt về mặt di truyền với các loài ngựa lao động khác ở Maremma Tuscan, Maremmano, mà trước đó hai giống ngựa trên đã được phân loại là giống nhau. Hai quần thể ngựa trên được báo cáo là có nguồn gốc chung nhưng được lai tạo chéo với ngựa La Mã ở mức hạn chế cho thấy sự biến đổi lớn hơn và tỷ lệ cao hơn của gen "tổ tiên", Ripert báo cáo không chính thức rằng ngựa Cavallo Romano della Maremma Laziale có 38,5% gen của kiểu ngựa gốc, trong khi các con ngựa Maremmano đã đăng ký chỉ có 12% tỷ lệ gen. Nghiên cứu di truyền được thực hiện bởi Consorzio per la Sperimentazione, Divulgazione e Applicazione di Biotecniche Innovative (CONSDABI), Trung tâm quốc gia của Ý về Dự án Tài nguyên di truyền động vật của FAO, đã được trình bày tại hội nghị lần thứ 12 về "Những phát hiện mới trong ngựa thực hành "được tổ chức tại Druento (Turin, Ý), 11-13 tháng 11 năm 2010.